# Batalla d'Ankara
La batalla d'Ankara, d'Angora o Cubukovasi, va tenir lloc el 20 de juliol de 1402 entre Baiazet I, soldà de l'Imperi Otomà, i Tamerlà (Temür), a la plana de Çubuk, al nord/nord-est de la ciutat d'Ankara, a Anatòlia, Turquia.

## Antecedents
L'Imperi Otomà havia gairebé completat la conquesta dels antics dominis de l'Imperi Romà d'Orient, i havia infligit greus derrotes a Sèrbia i als cavallers croats francs. Tamerlà, per la seva banda, havia utilitzat els seus dominis prop de Samarcanda per crear un imperi que anava des de Rússia fins a la Xina, i en la seva aclaparadora invasió a l'Orient Mitjà, havia de mesurar forces amb els otomans.
Baiazet I va intentar el 1400 imposar la seva sobirania sobre l'amīr Taherten, súbdit de Temür, el qual li tenia molta estima per la seva tasca com a guardià de les seves fronteres a l'Àsia Menor (fins al punt d'haver-li regalat un elefant que havia capturat en la seva campanya a l'Índia)), que governava a Erzincan i Erzurum. Per a això, Baiazet es va valer de Qara-Yusuf, cap de l'horda de l'Ovella Negra i enemic de Temür. En suport del seu vassall, Temür es va dirigir a l'Àsia Menor durant l'agost de 1400. Però mentre Temür guerrejava amb els mamelucs a Síria, Baiazet va prendre Erzincan, i va capturar la família de Taherten. Temür no va prendre represàlies immediatament, sinó que va passar l'hivern de 1401 i 1402 a la regió del Karabakh, i la primavera de 1402 en les fronteres de Geòrgia, per envair finalment l'Imperi Otomà durant el juny de 1402. Restaurà Taherten a Erzincan, va passar revista a les seves tropes a la plana de Sivas i, a través de Kayseri, es va dirigir cap a Ankara, on es trobava el seu enemic.

## Desenvolupament tàctic
La batalla va durar des de les sis del matí fins al vespre i, segons cronistes de l'època, s'hi van veure involucrats prop d'un milió d'homes. Aquesta xifra sembla exagerada, però considerant les disponibilitats de tropa d'ambdós rivals, és raonable estimar a menys que entre 400 i 500.000 soldats van participar en la batalla. Baiazet I havia portat contingents de tots els pobles conquerits. Però si bé els serbis i el seu rei Esteve van romandre lleials, pagant així un deute d'honor contret en els tractats posteriors a la Batalla de Kosovo, els turcs d'Aydın, Mentese, Saruhan i Karaman, veient als seus prínceps entre les forces de Temür, van canviar de costat. Temür sembla haver fet molt bon ús dels elefants que havia portat de l'Índia.
L'exèrcit turcomongol situat aigües amunt del rierol Çubuk (que flueix des de l'actual vila del mateix nom cap a Ankara), va aconseguir mitjançant una obra d'enginyeria, realitzar un desviament de les aigües del rierol, amb la qual cosa l'exèrcit otomà es veia privat del subministrament d'aigua. Les temperatures a l'altiplà anatòlic, en ple estiu, arriben i superen els 35 graus, i els comandants otomans es van veure obligats a intentar recuperar el subministrament d'aigua, la qual cosa facilitar un atac envoltant de les tropes de Temür, que va arrasar els flancs de l'adversari.
Baiazet va lluitar durant tot el dia, al capdavant de 10.000 geníssers i les tropes sèrbies. Finalment, al vespre va decidir retirar-se després de veure la seva guàrdia aniquilada. Però el seu cavall va caure mort i va ser fet presoner junt amb un dels seus fills.

## Conseqüències
Baiazet I, humiliat pel desastre (alguns historiadors diuen que va arribar a ser utilitzat per Tamerlà com a escambell per muntar al seu cavall), moriria poc després (1403). Temür continuaria la seva campanya a l'Àsia Menor, i arrasaria la capital otomana, Bursa i l'enclavament cristià dels Cavallers de Rodes a Esmirna. El territori otomà va experimentar una forta sacsejada, i va quedar reduït a poc més que el nord de Frígia, Bitínia i Misia i parts dels Balcans. Els efectes de la derrota otomana donaren un respir a l'Imperi Romà d'Orient, sobre el qual feia temps que planava l'amenaça turca, i un autor de Constantinoble fins i tot atribuí el triomf de Tamerlà a la intercessió miraculosa de la Mare de Déu.
Per la seva banda, Tamerlà va desistir de seguir atacant els dominis otomans i es va embarcar en una expedició a la Xina en què va morir, amb la qual cos es va trencar el seu imperi, de manera que l'amenaça que significava per als otomans va desaparèixer per sempre.